# نان س. روبرتسون
نان س. روبرتسون (بالإنجليزية: Nan C. Robertson)‏ هي كاتِبة وصحفية أمريكية، ولدت في 11 يوليو 1926 في شيكاغو في الولايات المتحدة، وتوفيت في 13 أكتوبر 2009 في روكفيل في الولايات المتحدة.